# Maisaka-juku
Maisaka-juku (舞阪宿, Maisaka-juku) était la trentième des cinquante-trois stations du Tōkaidō. Elle est située dans la partie occidentale de Hamamatsu dans la préfecture de Shizuoka, au Japon. Au cours de la période Edo, la région faisait partie de la province de Totomi.

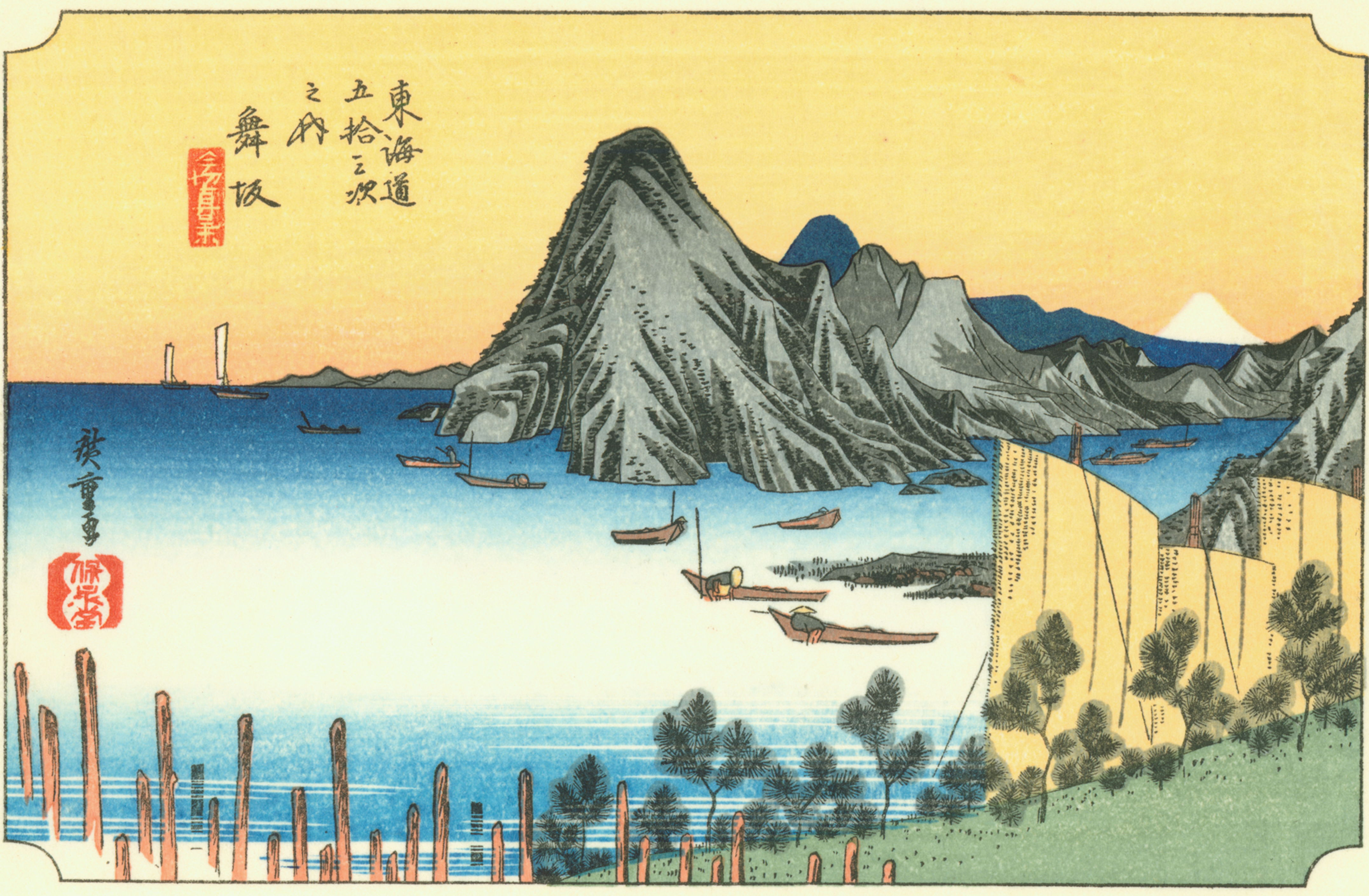
Maisaka-juku dans les années 1830, estampe de Hiroshige de la série Les Cinquante-trois Stations du Tōkaidō.

Les kanjis pour désigner le relai de Maisaka étaient originellement écrits 舞坂 (Maisaka).

## Histoire
Maisaka-juku était située sur les rives orientales du lac Hamana (浜名湖, Hamana-ko). Les voyageurs traversaient le lac pour atteindre Arai-juku, la prochaine station du Tōkaidō. Il reste de nos jours une colonnade de pins de la période Edo qui s'étend de la gare de Maisaka à l'entrée de la station.
De nombreux visiteurs viennent encore dans la station qui est populaire auprès des pêcheurs et des ramasseurs de crabe mais il ne reste rien de l'ancien paysage urbain ; ne subsiste qu'une partie d'une honjin secondaire.
L'estampe classique ukiyoe d'Ando Hiroshige (édition Hoeido) de 1831-1834 montre un petit port avec le mont Fuji comme une petite figure au lointain.

## Stations voisines
Tōkaidō
Hamamatsu-juku – Maisaka-juku – Arai-juku
La barrière Arai se trouvait entre cette station et la suivante, Arai-juku.